# Amarillo (stad)
Amarillo is een stad in de Amerikaanse staat Texas en telt 173.627 inwoners. Het is hiermee de 118e stad in de Verenigde Staten (2000). De oppervlakte bedraagt 232,7 km², waarmee het de 76e stad is. De stad was ooit bekend om zijn productieve heliumvelden. Nu is het een van de grootste vleesverwerkende regio's van de Verenigde Staten. Er zijn ook fabrieken voor de assemblage van vliegtuigen en nucleaire wapens. De stad is buiten Texas vooral bekend van het door Neil Sedaka geschreven nummer (Is This the Way to) Amarillo.

## Demografie
Van de bevolking is 12,6 % ouder dan 65 jaar en bestaat voor 27,7 % uit eenpersoonshuishoudens. De werkloosheid bedraagt 3,8 % (cijfers volkstelling 2000).
Ongeveer 21,9 % van de bevolking van Amarillo bestaat uit hispanics en latino's, 6 % is van Afrikaanse oorsprong en 2,1 % van Aziatische oorsprong.
Het aantal inwoners steeg van 157.861 in 1990 naar 173.627 in 2000.

## Klimaat
De stad heeft een semi-aride klimaat, in de winter af en toe een sneeuwstorm, in de zomer is het warm met een lage luchtvochtigheid. Het is meestal zonnig het hele jaar door met een gemiddeld aantal uren zon van 3300 uur per jaar.
In januari is de gemiddelde temperatuur 1,7 °C, in juli is dat 25,9 °C. Jaarlijks valt er gemiddeld 496,8 mm neerslag (gegevens op basis van de meetperiode 1961-1990).

## Geschiedenis
Voor de oprichting van de stad domineerden ranches, die rond het jaar 1885 werden opgericht (o.a. de XIT Ranch en de nog steeds bestaande J.A. Ranch) het gebied. De stad Amarillo werd in het jaar 1887, als spoorwegkamp in functie van de bouw van de spoorlijn door Texas Panhandle, opgericht.
Oorspronkelijk werd de stad ‘Oneida’ genoemd. De naam Amarillo komt uit het Spaans en betekent ‘geel’, de kleur van de wilde bloemen die in het gebied groeien. De stad ontwikkelde heel snel in de daaropvolgende jaren tot groot laadstation voor vee uit de regio. In het jaar 1918 werd in de omgeving van de stad gas ontdekt en in het jaar 1921 werd er aardolie gevonden. Dit zorgde ervoor dat er zich olie en gasbedrijven kwamen vestigen in en rond de stad.

## Geografie
De stad ligt in het noordwesten van de staat Texas, de Texas Panhandle, de regio Llano Estacado, die ook ‘Staked Plaines’ wordt genoemd. Het landschap is er vooral vlak en boomloos met relatief weinig neerslag in het gebied. Op ongeveer 60 km ten westen van Amarillo is de staatsgrens met New Mexico gelegen en op 80 km ten noorden vind je de staatsgrens met Oklahoma. De totale oppervlakte van de stad bedraagt 233.9km2, waarvan 1.2 km2 wateroppervlak.

## Geboren in Amarillo
- Ann Doran (1911-2000), actrice
- Cyd Charisse (1922-2008), danseres en actrice
- Carolyn Jones (1930-1983), actrice
- Paul Lockhart (1956), astronaut
- Rick Husband (1957-2003), astronaut
- Barry Orton (1958-2021), professioneel worstelaar
- Paula Trickey (1966), actrice
- Francie Swift (1969), actrice
- Evan Tanner (1971-2008), vechtsporter
- Derek Cecil (1973), acteur
- Johnson Wagner (1980), golfer
- Arden Cho (1985), actrice, zangeres en model